# عرشان (شبام)

'

تعديل مصدري - تعديل

عرشان هي إحدى قرى عزلة شبام بمديرية شبام التابعة لمحافظة حضرموت، بلغ تعداد سكانها 272 نسمة حسب تعداد اليمن لعام 2004.